# 劉嘉琛

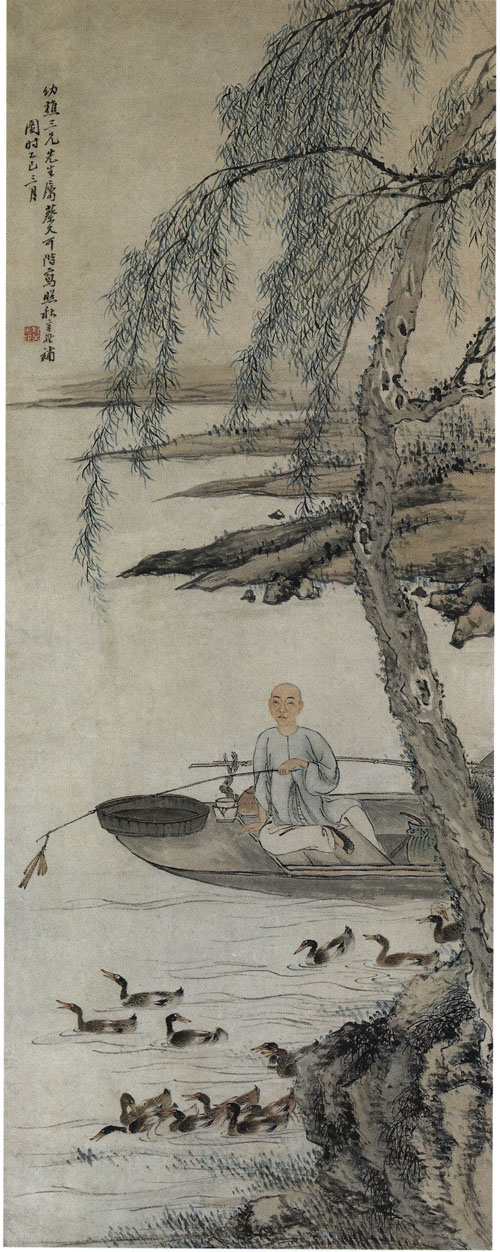
刘嘉琛像，故宫博物院藏

劉嘉琛（1861年—1936年），字賡南，直隸天津縣，清朝政治人物、進士出身。

## 生平
光緒十一年（1885年）舉人，光緒二十一年（1895年）進士。改翰林院庶吉士。光緒二十四年四月，散館，授翰林院編修。光緒二十六年，任山西學政。光緒二十九年，任國史館協修；次年，任武英殿協修、文淵閣校理。光緒三十二年，任編書處編修，后署陝西提學使。光緒三十三年，由學部派赴日本游歷。宣統元年，任實錄館纂修協辦院事。宣統二年，署四川提學使。
晚年寓居乡里，賣字授徒。

## 著作
工書法，善詩文。有《益州书画录补遗》。